# لوزانغ غياتسو

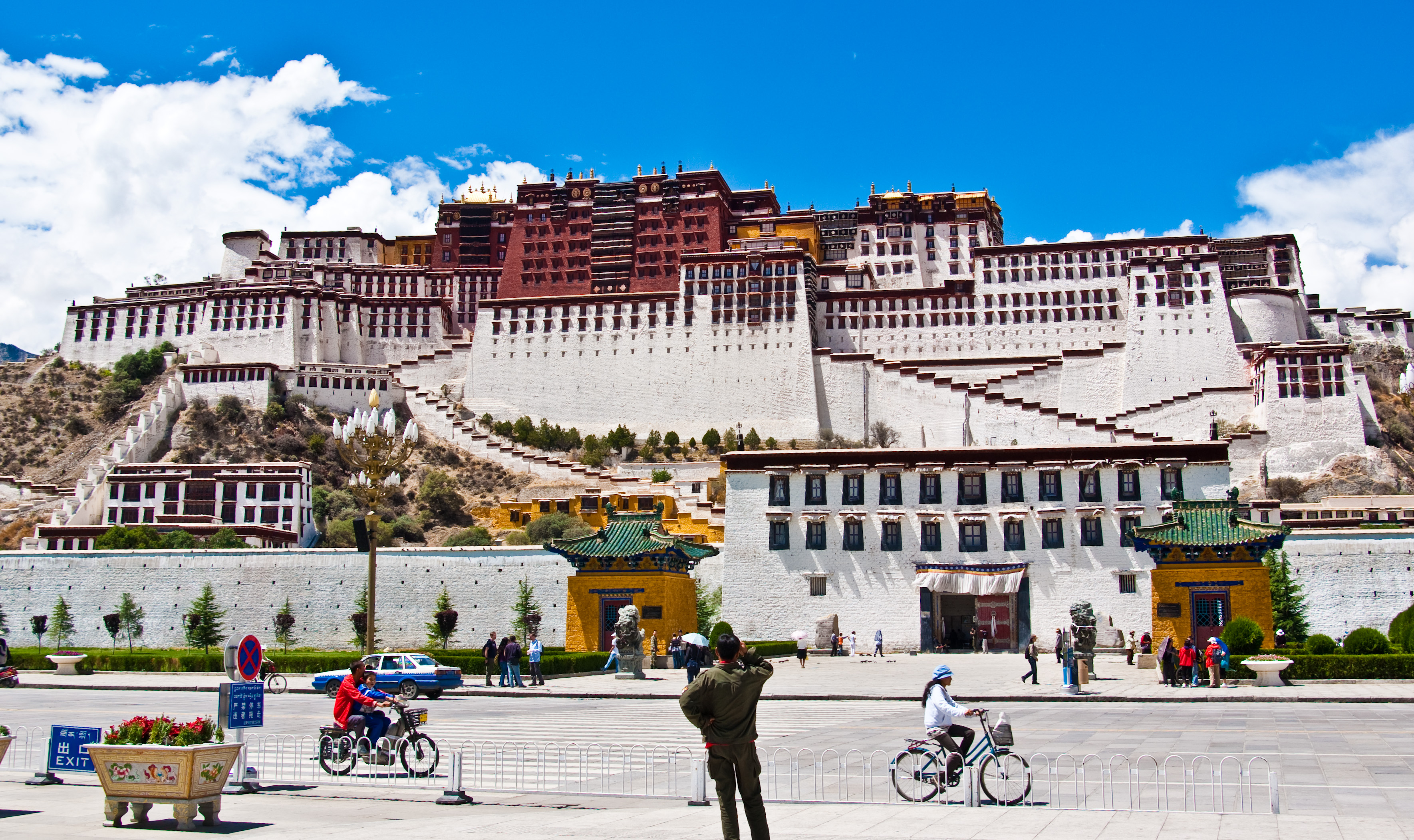
قصر بوتالا في التبت

لوزانغ غياتسو  (1617 م – 1682 م) الدالاي لاما الخامس والملقب بالكبير أو العظيم، كان قائداً روحياً وسياسياً للتبت في القرن السابع، وهو الدالاي لاما الأول الذي تمكن من إحكام سيطرته الإدارية على وسط التبت. وتحت إشرافه بدأت عملية إعمار قصر بوتالا في لاهاسا عاصمة التبت.
يشتهر الدالاي لاما الخامس بتوحيده منطقة التبت تحت سيطرة مدرسة القبعات الصفر الرهبانية البوذية، بعد أن أزاح المدرسة المنافسة (كاجيوبا) والحاكم الديني أمير تسانغ. وكان قد تمكن من تحقيق ذلك بفضل مساعدة جوشي خان القائد العسكري المغولي القوي في تلك الفترة.
أسس الدالاي لاما الخامس أيضا علاقات طيبة مع شونزهي إمبراطور الصين الثاني من سلالة كينغ التي حكمت الصين بين عامي (1644 م و1911 م، وذلك خلال زيارة دولة لبكين عام 1652 م، وأعطاه الإمبراطور لقب (الدالاي لاما حامي الإيمان البوذي على الأرض تحت استمرارية الكريم العظيم بوذا من الفردوس الغربي). ومنذ تلك الزيارة فصاعداً اعتبر الدالاي لامات كهنة لعرش الصين للأباطرة المتلاحقين من سلالة كينغ.
حفظ موت الدالاي لاما الخامس سراً لمدة خمسة عشرة عاماً بسبب رئيس وزراءه (وابنه المحتمل) ديزي سانغاي غياتسو، وذلك لغرض تكملة بناء قصر بوتالا حيث كانت هناك مخاوف من أن يسبب إعلان موت الدالاي لاما إيقاظ أطماع جيران التبت وإثارة المشاكل.
أدار ديزي سانغاي غياتسو البلاد حتى تاريخ ارتقاء الدالاي لاما السادس لسدة الحكم.

## مواضيع ذات صلة
- البوذية
- الدالاي لاما

## وصلات خارجية
- لوزانغ غياتسو على موقع الموسوعة البريطانية (الإنجليزية)

- الموسوعة البريطانية

| سبقه يونتين غياتسو | الدالاي لاما بين عامي 1617 - 1682 | تبعه تسانغيانغ غياتسو |